# Olij Liga
Olij Liga, även Uzbekistans Premier League (uzbekiska: Oʻzbekiston Oliy Ligasi, Uzbekiska olij-ligan) är den uzbekiska högstaligan inom professionell fotboll. Ligan arrangeras av den uzbekiska fotbollsfederationen. 

## Klubbar (säsongen 2013)
Laget som vann fjolårssäsongen markeras i fetstil. Lag som flyttats upp för säsongen markeras kursivt.
| Klubb               | Tränare              | Stad      | Arena                      | Kapacitet | Säsongen 2010 |
| ------------------- | -------------------- | --------- | -------------------------- | --------- | ------------- |
| FC Bunyodkor        | Mirzjalol Qosimov    | Tasjkent  | Bunjodkor-stadion          | 34 000    | 2:a           |
| FK Buchoro          | Tachmurad Agamuradov | Buchoro   | Buchoro Sport Majmuasi     | 22 700    | 7:a           |
| FK Guliston         | Bakhtiyor Ashurmatov | Guliston  | Guliston Stadium           | 12 400    | Uppflyttade   |
| Lokomotiv Tasjkent  | Ravshan Muqimov      | Tasjkent  | Lokomotiv Stadium          | 8,000     | 3:a           |
| Metallurg Bekobod   | Rustam Mirsodiqov    | Bekabad   | A.Anoxina-stadion          | 11 000    | 10:a          |
| Nasaf Qarsji        | Ruziqul Berdiev      | Qarshi    | Qarshi-stadion             | 16 000    | 4:a           |
| Navbahor Namangan   | Usmon Asqaraliev     | Namangan  | Markazij-stadion           | 33 000    | 12:a          |
| Neftji Farghona     | Jurij Sarkisjan      | Farghona  | Farghona-stadion           | 14 520    | 6:a           |
| Olmaliq FK          | Igor Sjkviriyn       | Olmaliq   | Metallurg-stadion          | 10 000    | 8:a           |
| Pachtakor Tasjkent  | Murod Ismailov       | Tasjkent  | Pachtakor Markazij-stadion | 35 000    | Vinnare       |
| Qizilqum Zarafsjon  | Ravshan Khaydarov    | Zarafshon | Utvecklingsstadion         | 5 000     | 11:a          |
| FK Dinamo Samarkand | Kamo Gazarov         | Samarqand | Olimpija-stadion           | 12 250    | 9:a           |
| Sho'rtan Ghuzor     | Edgar Gess           | G'uzor    | G'uzor-stadion             | 7 000     | 5:a           |
| Sughdijona Jizzach  | Davron Fayziev       | Jizzach   | Zaamin-stadion             | 4 000     | Uppflyttade   |

## Vinnare

### Vinnare under sovjettiden
| - 1926 : FK Tasjkent - 1927 : FK Tasjkent - 1928 : FK Ferg'ona - 1929 : FK Tasjkent - 1930 : FK Tasjkent - 1931-32 : ingen tävling - 1933 : FK Tasjkent - 1934 : FK Tasjkent - 1935 : FK Tasjkent - 1936 : FK Tasjkent - 1937 : Spartak Tasjkent - 1938 : Spartak Tasjkent | - 1939 : Dinamo Tasjkent - 1940-47 : ingen tävling - 1948 : Poljarnaja Zvezda Tasjkent Oblast - 1949 : Dinamo Tasjkent - 1950 : Spartak Tasjkent - 1951 : Spartak Tasjkent - 1952 : Dinamo Tasjkent - 1953 : FShM Tasjkent - 1954 : Dinamo Tasjkent - 1955 : ODO Tasjkent (senare SKA) - 1956 : ODO Tasjkent | - 1957 : Masjstroi Tasjkent - 1958 : Chimik Tjirtjik - 1959 : Mechnat Tasjkent - 1960 : Sokol Tasjkent - 1961 : Sokol Tasjkent - 1962 : Sokol Tasjkent - 1963 : Sokol Tasjkent - 1964 : Sokol Tasjkent - 1965 : Sokol Tasjkent - 1966 : Zvezda Tasjkent - 1967 : Tasjavtomasj Tasjkent - 1968 : Tjust Namangan Oblast - 1969 : Tasjkabel Tasjkent | - 1970 : SKA Tasjkent (tidigare ODO) - 1971 : Jangiarik Chorezm Oblast - 1972 : Trud Jizzak - 1973 : Quruvtji Samarkand - 1974 : Pachtakor Gulistan - 1975 : Zarafsjan Navoi - 1976 : Traktor Tasjkent - 1977 : Chiva - 1978 : Chorezm (Kolchoz im. Narimanova) - 1979 : Chisar Sjachrisabz - 1980 : ingen tävling | - 1981 : Ekipress Samarkand - 1982 : Besjkent - 1983 : Tselinnik Turtkul - 1984 : Chorezm Chanki - 1985 : Sjachter Angren - 1986 : Traktor Tasjkent - 1987 : Avtomobilist Ferg'ona - 1988 : Selmasjevets Tjirtjik - 1989 : Nurafsjon Buchara - 1990 : Naryn Chakulabad - 1991 : Politotdel Tasjkent Oblast (nu Do'stlik) |

### Vinnare sedan självständigheten
| - 1992 : Neftji Farg'ona och Pachtakor Tasjkent - 1993 : Neftji Farg'ona - 1994 : Neftji Farg'ona - 1995 : Neftji Farg'ona - 1996 : Navbahor Namangan - 1997 : MHSK Tasjkent (tidigare Pachtakor-79 Tasjkent) - 1998 : Paxtakor Tasjkent - 1999 : Do'stlik Tasjkent (tidigare Politotdel Tasjkent Oblast) - 2000 : Do'stlik Tasjkent | - 2001 : Neftji Farg'ona - 2002 : Paxtakor Tasjkent - 2003 : Paxtakor Tasjkent - 2004 : Paxtakor Tasjkent - 2005 : Paxtakor Tasjkent - 2006 : Paxtakor Tasjkent - 2007 : Paxtakor Tasjkent - 2008 : Bunyodkor Tasjkent - 2009 : Bunyodkor Tasjkent | - 2010 : Bunyodkor Tasjkent - 2011 : Bunyodkor Tasjkent - 2012 : Pachtakor Tasjkent - 2013 : Bunyodkor Tasjkent - 2014 : Pachtakor Tasjkent - 2015 : Pachtakor Tasjkent - 2016 : Lokomotiv Tasjkent - 2017 : Lokomotiv Tasjkent - 2018 : Lokomotiv Tasjkent | - 2019 : Pachtakor Tasjkent - 2020 : Pachtakor Tasjkent - 2021 : Pachtakor Tasjkent - 2022 : Pachtakor Tasjkent - 2023 : Pachtakor Tasjkent - 2024 : FC Nasaf |